# Ханкен, Джеймс
Джеймс Ханкен — профессор зоологии Гарвардского университета, а также директор Музея сравнительной зоологии.
Ханкен получил степень бакалавра и доктора философии университета Калифорнии, Беркли.
Затем он сделал пост-докторские исследования в университете Дэлхаузи перед тем как поступить в университет Колорадо в Боулдере. Он перешёл на Гарвардский факультет в 1999 году.
Дж. Ханке занимается фотографией. Его фотографии были опубликованы в журналах Natural History, Audubon и других изданиях. Дж. Ханке также является одним из людей, вовлечённых в создание «Энциклопедии жизни».
Ханкен является соавтором книги The Skull: Functional and Evolutionary Mechanisms (University of Chicago Press), написанной вместе с Брайаном Кейтом Холом.